# Patrícia Sampaio
Patrícia Fernandes Sampaio (Tomar, 30 de junio de 1999) es una deportista portuguesa que compite en judo.
Participó en dos Juegos Olímpicos de Verano, en los años 2020 y 2024, obteniendo una medalla de bronce en París 2024, en la categoría de –78 kg.
Ganó una medalla de bronce en el Campeonato Mundial de Judo de 2025 y dos medallas en el Campeonato Europeo de Judo, en los años 2023 y 2025. En los Juegos Europeos de Minsk 2019 consiguió una medalla de plata en la prueba de equipo mixto.

## Palmarés internacional
| Juegos Olímpicos   | Juegos Olímpicos       | Juegos Olímpicos  | Juegos Olímpicos |
| Año                | Lugar                  | Medalla           | Categoría        |
| ------------------ | ---------------------- | ----------------- | ---------------- |
| 2024               | París (Francia)        | Medalla de bronce | –78 kg           |
| Campeonato Mundial |                        |                   |                  |
| Año                | Lugar                  | Medalla           | Categoría        |
| 2025               | Budapest (Hungría)     | Medalla de bronce | –78 kg           |
| Juegos Europeos    |                        |                   |                  |
| Año                | Lugar                  | Medalla           | Categoría        |
| 2019               | Minsk (Bielorrusia)    | Medalla de plata  | Equipo mixto     |
| Campeonato Europeo |                        |                   |                  |
| Año                | Lugar                  | Medalla           | Categoría        |
| 2023               | Montpellier (Francia)  | Medalla de bronce | –78 kg           |
| 2025               | Podgorica (Montenegro) | Medalla de oro    | –78 kg           |